# Anakhóréták
Az anakhóréták (görög anakhóreó = visszavonul szóból) eredetileg az állami, földesúri terhek alól a pusztába, sivatagba menekülő parasztok, később azok a korai keresztények, akik a Decius császár uralkodás alatti rendszeres keresztényüldözések elől a pusztába menekültek, mivel úgy találták, hogy a pusztai, sivatagi életmódjuk megfelel a keresztény tökéletességre vivő útnak, és az üldözések után is ottmaradtak és remete életmódot folytattak.
Az anakhóréták nagy tiszteletre tettek szert. Remete Szt. Pál és Remete Szt. Antal népszerűsége oly nagy volt, hogy pár százan vállalkoztak a követésükre. Kis kunyhókból telepet hoztak létre és vezetésük alatt éltek, vezekléssel töltve a mindennapjaikat.
Euszebiosz alapján a pusztában megszámlálhatatlan anakhóréta élt.
Az anakhóréta élet volt a keresztény szerzetesség egyik legkorábbi formája.

## A szó használata
Jeromos az anakhóréta szót 380 körül a remete jelentésben használja. Evagriosz a koinobita fogalommal állítja szembe.
Legkorábban Órigenésznél fordul elő (Hom. in Jer. XX. 8.) 
Az egyházi hagyomány Kelet nagy aszkétáival kapcsolatban említi. Az ankhórétákat többnyire a vallási remeték egyik típusának tekintik, de míg az ankhóréta egy templomhoz, vallási szentélyhez vagy egy emberi településhez közeli lakhelyet választott ki, addig a remete visszavonult a pusztába.